# HyunJin
HyunJin è un singolo del girl group sudcoreano Loona, pubblicato nel 2016 dalla cantante Hyunjin come parte del progetto di pre-debutto.

## Tracce
1. Around You (다녀가요) (HyunJin solo) – 3:29 (testo: Lee Juhyung – musica: Lee Juhyung)
2. I'll Be There (HeeJin & HyunJin duet) – 3:08 (testo: Artronic Waves, David Kater – musica: Artronic Waves, David Kater)

## Classifiche
| Classifica (2016) | Posizione massima |
| ----------------- | ----------------- |
| Corea del Sud     | 28                |